# ریش‌سیاه
ادوارد تیچ (به انگلیسی: Edward Teach) یا ثَچ (به انگلیسی: Thach) (ح. ۱۶۸۰ - ۲۲ نوامبر ۱۷۱۸)، که بیشتر به نام  ریش‌سیاه (به انگلیسی: Blackbeard) شناخته می‌شود، دزد دریایی انگلیسی بود که در دریای کارائیب و سواحل شرقی مستعمرات سیزده‌گانه فعالیت می‌کرد. اطلاعات کمی درمورد زندگی اولیه او وجود دارد، اما او احتمالا پیش از اینکه در باهاماس ساکن شود و دزدی دریایی را آغاز کند در طول جنگ ملکه آن خدمه یک کشتی خصوصی بوده است. او ابتدا از خدمه بنجامین هورنیگلد بود، اما هورنیگولد در سال ۱۷۱۶ او را به فرماندهی اسلوپی که تازه تصرف کرده بود  گماشت. پس از آن هر دو با یکدیگر به دزدی دریایی می‌پرداختند. ناوگان آنها با پیوستن دو کشتی دیگر که یکی از آنها را استید بونت فرماندهی می‌کرد بزرگتر شد. اما اندکی بعد در سال ۱۷۱۷ هورنیگلد دزدی دریایی را کنار گذاشت و دو کشتی خود را با خود برد و از ناوگان خارج کرد.
تیچ یک کشتی حمل برده فرانسوی معروف به لا کُنکورد (به فرانسوی: La Concorde) را تصرف کرد، آن را با ۴۰ توپ مسلح کرد و برای آن بیش از ۳۰۰ نفر خدمه استخدام کرد. پس از آن او به یک دزد دریایی معروف تبدیل شد و ملقب به ریش سیاه (Blackbeard) شد. گفته شده که او فتیله توپ‌ها را با آتش روشن می‌کرد و زیر کلاه خود می گذاشت تا دشمنان خود را بترساند (در تصویر بالا نیز به تصویر کشیده شده است).

## زندگی
اگرچه اطلاعات چندانی از کودکی و جوانی او در دست نیست، او به احتمال زیاد در بریستول انگلستان به دنیا آمد. او در سال ۱۷۱۶ به افراد یک دزد دریایی در جزایر کارائیب به نام کاپیتان هورنیگلد پیوست. هورنیگلد او را به فرماندهی یکی از قایق‌های جنگی‌اش گماشت و این دو با هم به تعداد زیادی دزدی دریایی دست زدند. بعداً در سال ۱۷۱۷ هورنیگلد بازنشست شد و تیچ جای او را گرفت.

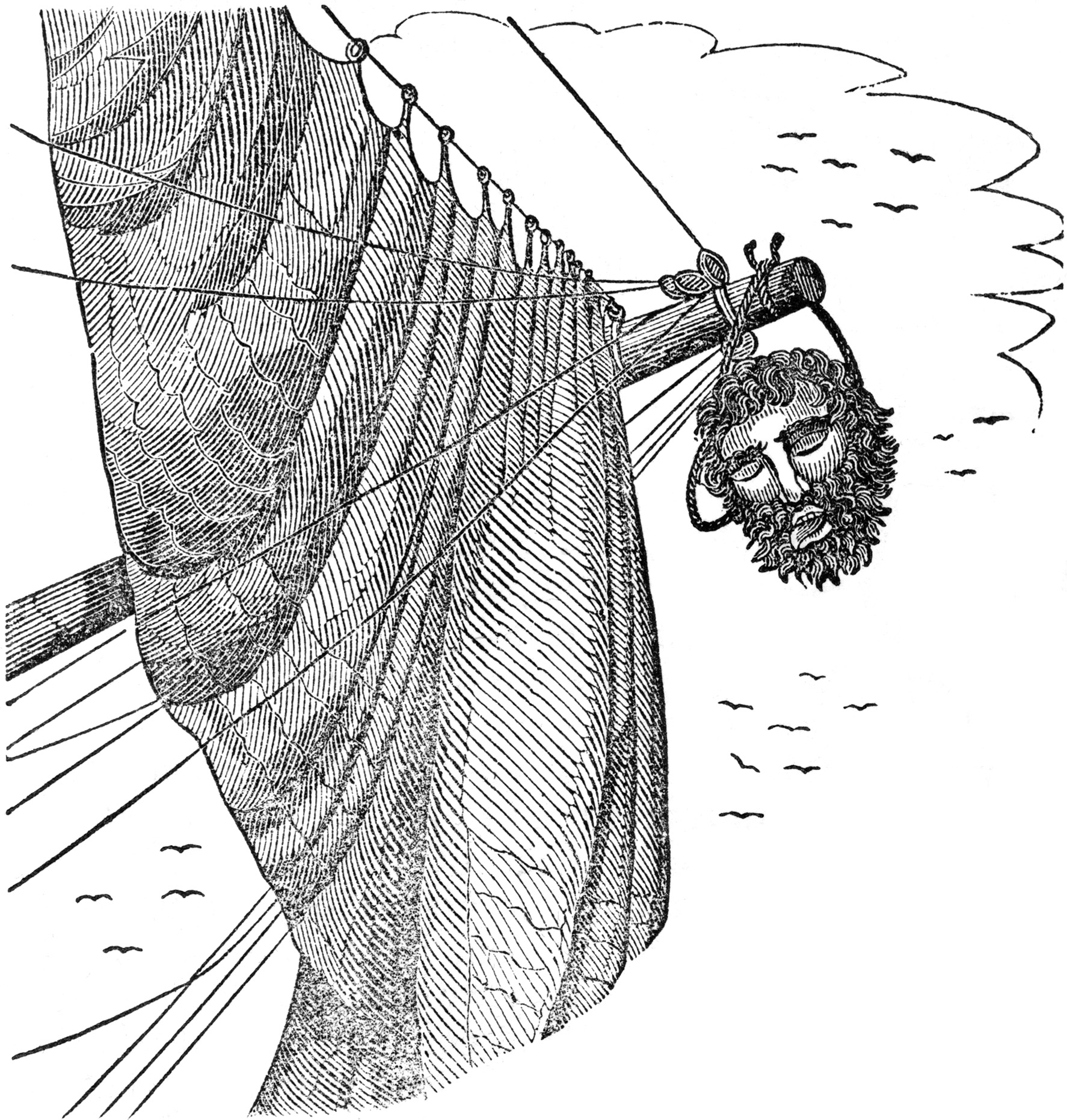
سر بریده ریش‌سیاه بر بالای دکل کشتی کاپیتان مینارد

لقب او بخاطر ریش بلند و سیاه و قیافهٔ ترسناکش به او داده شده بود. او یک کشتی جنگی فرانسوی را انتخاب کرد و نام آن را به «انتقام ملکه ان» تغییر داد و آن را با ۴۰ توپ جنگی مجهز کرد. او اتحادی از دزدان دریایی ایجاد کرد و بندر چارلستون در کارولینای جنوبی را محاصره کرد. پس از آنکه او با موفقیت ساکنان آنجا را آزاد کرد کشتی‌اش را به بیوفورت در کارولینای شمالی برد. در آنجا او یک پیشنهاد برای بخشش توسط دولت در برابر بازنشست شدن را پذیرفت. اما خیلی زود دوباره به دریا بازگشت و به دزدی دریایی مشغول شد. او توجه فرماندار ویرجینیا الکساندر اسپاتسوود را به خود جلب کرد. اسپاتسوود یک گروه از ناوها و سربازان سلطنتی بریتانیا را برای دستگیری یا کشتن ریش‌سیاه مأمور کرد. در نهایت در ۲۲ نوامبر ۱۷۱۸، او به همراه تعدادی از افرادش توسط سربازان نیروی دریایی سلطنتی بریتانیا به رهبری کاپیتان رابرت مینارد کشته شد.

## شخصیت و تأثیر
ریش‌سیاه فرمانده زیرک و باهوشی بود و برای دزدی به جای استفاده از زور به ترساندن تکیه می‌کرد. بر خلاف تصور رایج کنونی در مورد دزدان دریایی ستمگر، ریش‌سیاه کشتی‌هایش را با اجازهٔ کارکنانشان هدایت می‌کرد و هیچ نشانه‌ای از این‌که او هرگز به هیچ‌کدام از اسرایی که نگاه می‌داشت آسیبی رسانده باشد وجود ندارد. از او پس از مرگش تصویری رمانتیک ساخته شد و برای آثار زیادی با قالب دزدان دریایی از او الهام گرفته شد. از آن جمله می‌توان به شخصیت ریش‌سیاه در فیلم دزدان دریایی کارائیب و بازی اساسینز کرید پرچم سیاه و در انیمه وان پیس اشاره کرد.